# Distretto di Rorya
Il distretto di  Rorya è un distretto della Tanzania situato nella regione di Mara. È suddiviso in 21 circoscrizioni (wards) e conta una popolazione di 265 241 abitanti (censimento 2012).
Elenco delle circoscrizioni:
- Bukura
- Bukwe
- Goribe
- Ikoma
- Kigunga
- Kirogo
- Kisumwa
- Kitembe
- Komuge
- Koryo
- Kyang'ombe
- Mirare
- Mkoma
- Nyahongo
- Nyamagaro
- Nyamtinga
- Nyamunga
- Nyathorogo
- Rabour
- Roche
- Tai